# Benji Marshall
Pour les articles homonymes, voir Marshall.

a Compétitions nationales et continentales officielles uniquement.

b Matchs officiels uniquement.
Benji Marshall, né le 25 février 1985 à Whakatane en Nouvelle-Zélande, est un joueur de rugby à XIII international néo-zélandais et de rugby à XV évoluant au poste de demi de mêlée et de demi d'ouverture dans les années 2000, 2010 et 2020. Il devient ensuite entraîneur.
Benji Marshall a suivi tout d'abord une formation au rugby à XV avant d'opter pour le rugby à XIII. À seize ans, il rejoint l'Australie et l'équipe d'Australie de rugby à XIII des moins de 18 ans. Toutefois, il opte plus tard pour défendre les couleurs de la Nouvelle-Zélande.
En 2003, il commence sa carrière en National Rugby League sous les couleurs des Wests Tigers à Sydney. Il y remporte la NRL en 2005 et est appelé en sélection néo-zélandaise. Avec cette dernière, il permet à la Nouvelle-Zélande de remporter la Coupe du monde 2008 puis le Tournoi des cinq Nations 2010 en tant que capitaine. En 2010, il reçoit le Golden Boot, distinction remis au meilleur botteur de rugby à XIII de l'année après ses compatriotes Hugh McGahan (en 1987) et Stacey Jones (en 2002). Il a, en 2014, changé de code en rejoignant le rugby à XV aux Blues mais retourne au bout de six mois au rugby à XIII et St. George Illawarra Dragons.

## Biographie
Benji Marshall a commencé le rugby par le XV et le touch football. Il sera même sélectionné dans l'équipe junior des All Blacks. À 15 ans, il part en voyage en Australie où il découvre le rugby à XIII. Marshall est invité à rester pour jouer dans l'école de Keebra Park. Il y deviendra le capitaine et sera sélectionné pour le Queensland et la Nouvelle-Zélande. Son école est associée avec les West Tigers où il jouera plus tard.

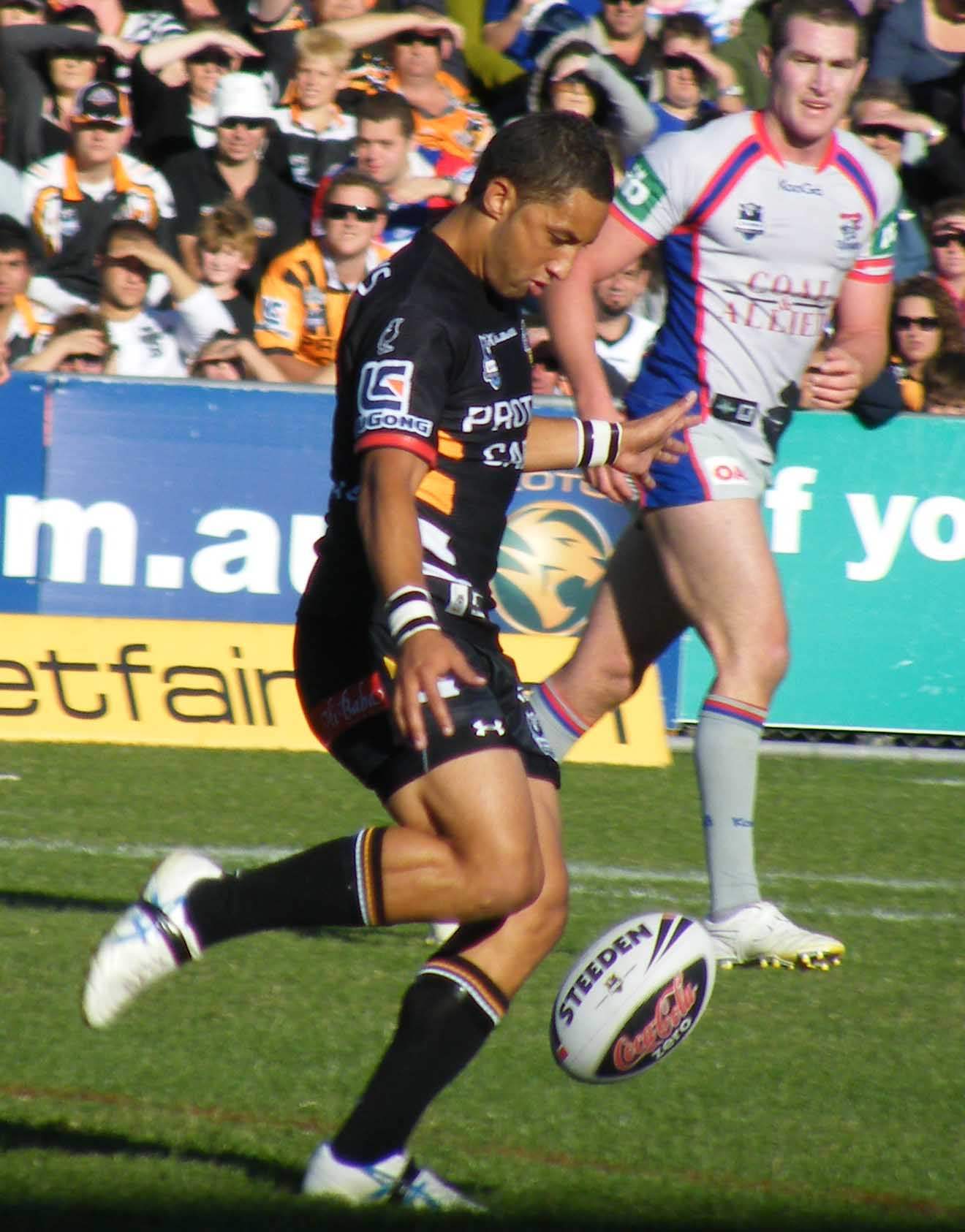
Marshall face au Sydney Roosters

Marshall fait ses débuts en NRL, en juillet 2003, à l'âge de 18 ans, face aux Newcastle Knights.
En 2004, il fait partie du squad. En dépit, de nombreuses blessures, notamment à l'épaule, il gagne le titre en 2005 face aux North Queensland Cowboys. 
Benji Marshall est un des joueurs les plus doués et les plus spectaculaires de sa génération. Il est connu pour son side step, que l'on peut traduire en français par crochet ou pas de danse.
Avec les Kiwis, il est sélectionné pour le Tri-Nations 2005, il ne pourra pas le jouer pour cause de blessure.

## Palmarès

### En tant que joueur
- Collectif :
  - Vainqueur de la National Rugby League : 2005 (Wests Tigers).
  - Finaliste de la National Rugby League : 2021 (South Sydney).

- Individuel :
  - Élu Golden Boot  : 2010.

#### En équipe nationale
Benji Marshall a participé à une coupe du monde avec un titre en 2008. Il a également remporté le Tournoi des Quatre Nations 2010

##### Coupe du monde
| Édition        | Rang     | Résultats pays | Résultats Marshall | Matchs Marshall |
| -------------- | -------- | -------------- | ------------------ | --------------- |
| Australie 2008 | Champion | 4 v, 0 n, 1 d  | 4 v, 0 n, 1 d      | 5/5             |

Légende : v = victoire ; n = match nul ; d = défaite.

##### Tournoi des quatre Nations
| Édition                | Rang      | Résultats pays | Résultats Marshall | Matchs Marshall |
| ---------------------- | --------- | -------------- | ------------------ | --------------- |
| Angleterre/France 2009 | Troisième | 1 v, 0 n, 2 d  | 1 v, 0 n, 2 d      | 3/3             |
| Nouvelle-Zélande 2010  | Vainqueur | 3 v, 0 n, 1 d  | 3 v, 0 n, 1 d      | 4/4             |
| Angleterre 2011        | Troisième | 1 v, 0 n, 2 d  | 1 v, 0 n, 2 d      | 3/3             |

Légende : v = victoire ; n = match nul ; d = défaite.

### Statistiques

#### En club
| Saison | Club                         | Compétition           | Matchs | Points | Essais | Transf./ Pénal. | Drops |
| ------ | ---------------------------- | --------------------- | ------ | ------ | ------ | --------------- | ----- |
| 2003   | Wests Tigers                 | National Rugby League | 4      | 4      | 1      | -               | -     |
| 2004   | Wests Tigers                 | National Rugby League | 7      | 8      | 2      | -               | -     |
| 2005   | Wests Tigers                 | National Rugby League | 27     | 60     | 15     | -               | -     |
| 2006   | Wests Tigers                 | National Rugby League | 11     | 20     | 3      | 4               | -     |
| 2007   | Wests Tigers                 | National Rugby League | 13     | 104    | 6      | 40              | -     |
| 2008   | Wests Tigers                 | National Rugby League | 18     | 60     | 6      | 18              | -     |
| 2009   | Wests Tigers                 | National Rugby League | 23     | 170    | 8      | 69              | -     |
| 2010   | Wests Tigers                 | National Rugby League | 27     | 203    | 12     | 76              | 3     |
| 2011   | Wests Tigers                 | National Rugby League | 25     | 211    | 13     | 78              | 3     |
| 2012   | Wests Tigers                 | National Rugby League | 24     | 167    | 5      | 72              | 3     |
| 2013   | Wests Tigers                 | National Rugby League | 22     | 111    | 5      | 45              | 1     |
| 2014   | St. George Illawarra Dragons | National Rugby League | 15     | 12     | 3      | -               | -     |
| 2015   | St. George Illawarra Dragons | National Rugby League | 23     | 15     | 3      | -               | 3     |
| 2016   | St. George Illawarra Dragons | National Rugby League | 16     | 8      | 2      | -               | -     |
| 2017   | Brisbane Broncos             | National Rugby League | 13     | 4      | 1      | -               | -     |
| 2018   | Wests Tigers                 | National Rugby League | 21     | 13     | 3      | -               | 1     |
| 2019   | Wests Tigers                 | National Rugby League | 19     | 13     | 3      | -               | 1     |
| 2020   | Wests Tigers                 | National Rugby League | 16     | 37     | 2      | 14              | 1     |
| 2021   | South Sydney Rabbitohs       | National Rugby League | 22     | 12     | 3      | -               | -     |

### En tant qu'entraîneur

#### Détails en club
| Année | Année | Club         | Compétition | Saison régulière | Saison régulière | Saison régulière | Saison régulière | Saison régulière | Phase finale | Phase finale | Phase finale | Phase finale | Phase finale |
| Année | Année | Club         | Compétition | Class.           | MJ               | V.               | N.               | D.               | Perf.        | MJ           | V.           | N.           | D.           |
| 2024  | 2024  | Wests Tigers | NRL         | 17e              | 24               | 4                | 0                | 20               | Non qualifié | -            | -            | -            | -            |
| 2025  | 2025  | Wests Tigers | NRL         | -                | -                | -                | -                |                  | -            | -            | -            | -            | -            |